# Hosszú alkony
Hosszú alkony (hongarès: Llarg crepuscle) és una pel·lícula dramàtica hongaresa del 1997 dirigida per Attila Janisch amb un argument basat en la narració The Bus de Shirley Jackson. Es va projectar a la secció Contemporary World Cinema del Festival Internacional de Cinema de Toronto de 1997 i a la secció oficial del XXX Festival Internacional de Cinema Fantàstic de Catalunya.

## Argument
Una anciana arqueòloga que torna a casa seva viu un malson que dificulta aquest viatge. La pel·lícula, inicialment en color, es convertirà gradualment en blanc i negre. Seqüències somiades o experimentades? Sembla difícil saber, com a espectador, on rau la realitat i la ficció.

## Repartiment
- Mari Törőcsik com a öregasszony
- Imre Csuja com a Buszsofõr
- András Fekete com a Sofõr
- János Katona com a Teherautósofõr
- Gábor Máté com a Múzeumigazgató
- József Szarvas com a editors